# Clarno (Wisconsin)
Clarno es un pueblo ubicado en el condado de Green en el estado estadounidense de Wisconsin. En el Censo de 2010 tenía una población de 1.166 habitantes y una densidad poblacional de 12,36 personas por km².

## Geografía
Clarno se encuentra ubicado en las coordenadas 42°32′55″N 89°39′41″O / 42.54861, -89.66139. Según la Oficina del Censo de los Estados Unidos, Clarno tiene una superficie total de 94.35 km², de la cual 94.35 km² corresponden a tierra firme y (0%) 0 km² es agua.

## Demografía
Según el censo de 2010, había 1.166 personas residiendo en Clarno. La densidad de población era de 12,36 hab./km². De los 1.166 habitantes, Clarno estaba compuesto por el 98.03% blancos, el 0.26% eran afroamericanos, el 0% eran amerindios, el 0.69% eran asiáticos, el 0% eran isleños del Pacífico, el 0.51% eran de otras razas y el 0.51% pertenecían a dos o más razas. Del total de la población el 0.86% eran hispanos o latinos de cualquier raza.